# Kayaca
Kayaca ist ein Dorf im Landkreis Tavas der türkischen Provinz Denizli. Kayaca liegt etwa 83 km südwestlich der Provinzhauptstadt Denizli und 43 km südwestlich von Tavas. Kayaca hatte laut der letzten Volkszählung 277 Einwohner (Stand Ende Dezember 2010).